# Kovács Kató
Kovács Kató (Kolozsvár, 1905. július 31. – Losonc, 1991. október 25.) színésznő. 

## Élete
Nyolc évig a nagyváradi zárda növendéke volt, majd Stefanidesz Károly kolozsvári színházi karmesternél tanult énekelni. Kedvező próbaéneklés után, 1921–23-ban Janovics Jenő Kolozsvárra szerződtette. Kezdetben táncos szubrett volt, majd áttért a primadonna szerepkörre. Szerepelt 1923–25-ben Nagyváradon Andor Zsigmondnál, 1924–26-ban Szegeden, Kassán, Pozsonyban és Miskolcon. 1927–1929 között a Városi Színház tagja, 1928-ban a Budai Színkör vendége volt. 1934-ben ismét a Városi, 1936-ban a Kamara Színház szerződtette, de fellépett a Royal Revüszínházban is.

## Főbb szerepei
- Zsigmondy Pál: Úrilány szobát keres – Jolán
- Kálmán Imre: Cirkuszhercegnő
- Kálmán Imre: Marica grófnő
- Kálmán Imre: Bajadér